# اپن‌اس‌اس‌ال
اپن‌اس‌اس‌ال (به انگلیسی: OpenSSL) یک پیاده‌سازی متن‌باز پروتکل اس‌اس‌ال و تی‌ال‌اس است. این کتابخانه به زبان برنامه‌نویسی سی نوشته‌شده که توابع پایه‌ای رمزنگاری و توابع کاربردی مختلفی را پیاده‌سازی می‌کند. هرچند که این کتابخانه در اصل برای زبان برنامه‌نویسی سی نوشته شده است، اما تعدادی جلد-کتابخانه برای آن وجود دارد که از طریق آنها می‌توان در زبان‌های برنامه‌نویسی دیگری به غیر از سی هم به رابط‌های کتابخانه اپن‌اس‌اس‌ال دسترسی داشت. کتابخانه اپن‌اس‌اس‌ال برای بیشتر سیستم‌عامل‌های شبه یونیکس نظیر سولاریس، لینوکس، مک اواس ده و گونه‌های مختلف بی‌اس‌دی و همچنین اوپن‌وی‌ام‌اس و مایکروسافت ویندوز هم در دسترس است. اوپن‌اس‌اس‌ال مبتنی بر کتابخانه دیگری به نام SSLeay که توسط Eric A. Young و Tim Hudson توسعه می‌یافت، است. وقتی که یونگ و هودسون در دسامبر سال ۱۹۹۸ شروع به کار در آی‌اس‌ای سکیوریتی کردند، توسعه پروژه SSLeay متوقف شد. اوپن‌اس‌اس‌ال از انواع مختلف الگوریتم‌های زمرنگاری نظیر AES, Blowfish, Camellia, SEED و همینطور انواع مختلف توابع درهم‌سازی رمزنگاری نظیر MD5, MD2, SHA-1, SHA-2 و الگوریتم‌های رمزنگاری کلید عمومی مانند RSA, DSA پشتیبانی می‌کند.
اپن‌اس‌اس‌ال یک نرم‌افزار دو-پروانه‌ای است که تحت پروانه‌های اوپن‌اس‌اس‌ال و SSLeay عرضه می‌شود. پروانه اپن‌اس‌اس‌ال در اصل همان پروانه آپاچی ۱٫۰ است و پروانه SSLeay هم همان پروانه چهار-بنده بی‌اس‌دی است. اصطلاح دوپردانه‌ای معمولاً به این معنیست که کاربر می‌تواند به انتخاب خود هر پروانه‌ای که مایل بود را انتخاب کند. اما در مستندات اپن‌اس‌اس‌ال اینطور عنوان شده که هر دو پروانه باید به صورت همزمان بکار برده شود.

## هارت‌بلید
در سال ۲۰۱۴ یک آسیب‌پذیری خطرناک در این کتابخانه کشف شد که به یک مهاجم اجازه می‌داد بتواند اطلاعات موجود در حافظه قربانی را به شکل غیرقانونی بخواند. معلوم نیست که آیا قبل از این کشف مهاجمی توانسته باشد آن را شناسایی کرده و مورد استفاده قرار داده باشد. به دنبال کشف این حفره، در آوریل ۲۰۱۴، توسعه‌دهندگان اوپن‌بی‌اس‌دی با منشعب کردن اوپن‌اس‌اس‌ال، پروژه دیگری تحت عنوان لیبره‌اس‌اس‌ال را بنیان نهادند که هدف آن فراهم کردن یک جایگزین ایمن، جدیدتر و تمیزتر برای اوپن‌اس‌اس‌ال است.